# Dwarshuisgroep

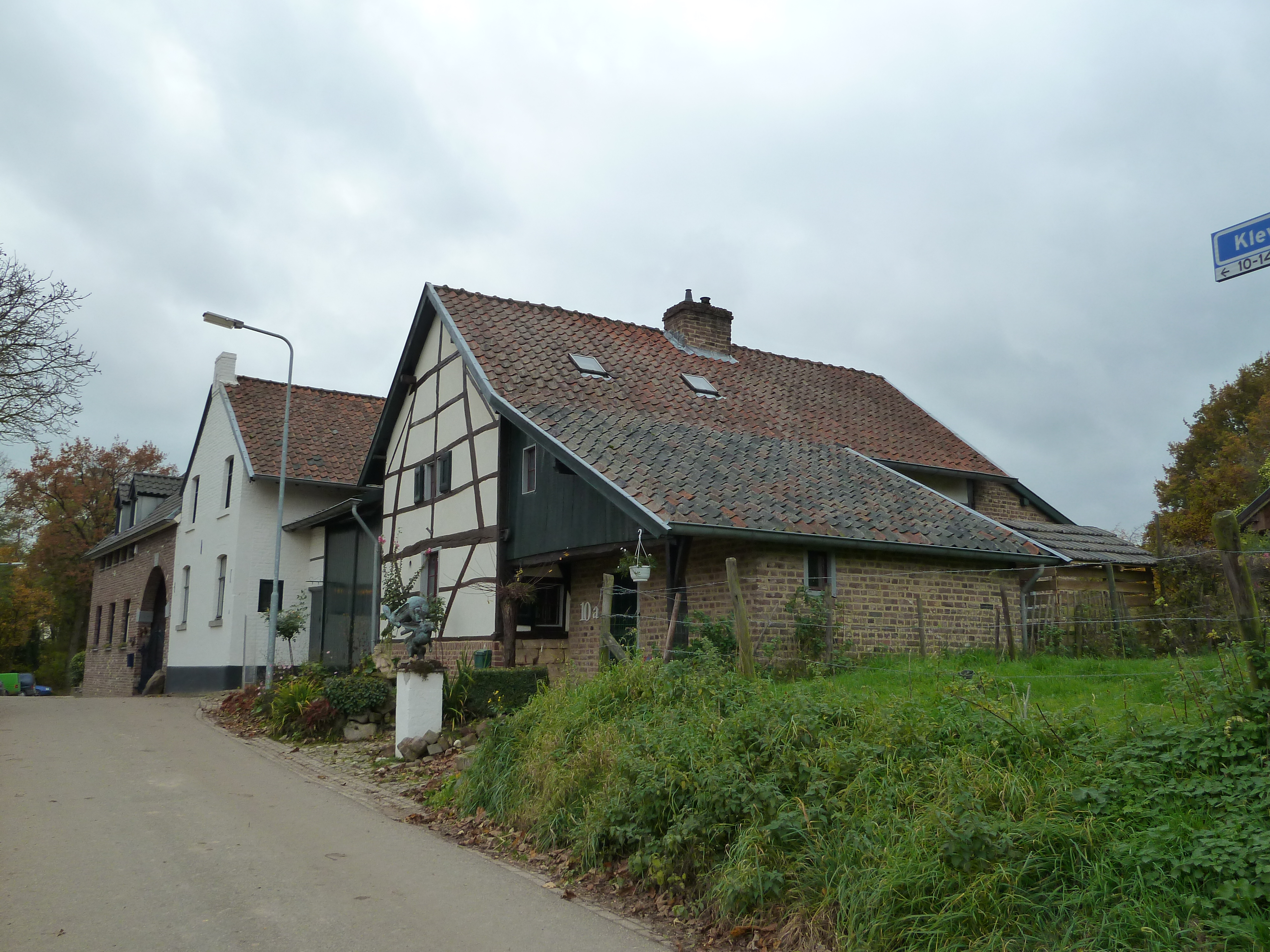
Dwarshuisgroep in de Zuid-Limburgse ontwikkeling in Schimmert

De dwarshuisgroep is een boerderijtype dat voorkomt in het oosten van de provincie Noord-Brabant, in Limburg en in aangrenzende delen van België. De boerderijen van de dwarshuisgroep moeten niet worden verward met dwarshuisboerderijen, die zich kenmerken door een overdwars geplaatst woonhuis. Zij behoren tot verschillende boerderijtypen.
De boerderijen van de dwarshuisgroep hebben een dwarshuis met de voordeur in de zijgevel, en worden ook wel binnenhofboerderijen genoemd. De constructie van deze boerderijen bestaat uit een kopbalkgebint: de liggende balk wordt hierbij door middel van een inkeping op de staander bevestigd; hierop ligt de koppelbalk die met toognagels wordt bevestigd.
De dwarshuisgroep kan worden onderverdeeld in twee subgroepen: het type met samengevoegde onderdelen en de Midden-Limburgse ontwikkeling.
- Het type met samengevoegde onderdelen: Deze komen alleen voor in het zuiden van Limburg. De boerderijen in dit gebied hadden eerst een vrijstaand woonhuis met de stallen en het woonhuis in afzonderlijke gebouwen, in de loop van de tijd groeiden deze afzonderlijke gebouwen uit van L naar U-vormige gebouwen tot de gesloten hoeves. Zie carréboerderij.
- Middenlimburgse ontwikkeling: Deze boerderijen komen voor in het midden en noorden van Limburg. Dit zijn twee evenwijdig aan elkaar gelegen gebouwen, in het ene gebouw zijn de woning en stallen gelegen en in het andere is de deel en de hooi- of oogstberging gelegen.

## De Midden-Duitse huisgroep
Het dwarshuis staat elders bekend als de Midden-Duitse huisgroep oftewel het Ernhaus. Het is vooral te vinden in heuvelachtige regio's van Limburg tot in Zuid-Polen. Een verouderde term is de benaming Frankische boerderij, die ook wel op voor de Brabantse langgevelboerderij werd gebruikt. Het gaat vooral om eenbeukige gebouwen, vaak van twee verdiepingen, met buitenwanden uit vakwerk, die de dakconstructie steunen.